# クレイグ・テータム
クレイグ・ブローウィング・テータム（Craig Browning Tatum, 1983年3月18日 - ）は、アメリカ合衆国・ミシシッピ州ハッティズバーグ出身の元プロ野球選手（捕手）。右投右打。

## 経歴

### アマチュア時代
ハッティズバーグ高等学校時代は、捕手と投手をしていた。同高等学校卒業後、ミシシッピ州立大学に進学する。ここで捕手に専念する。また同大学では、銀行業と金融学を専攻していた。

### プロ入りとマイナー時代とレッズ時代
2004年のMLBドラフトでシンシナティ・レッズから3巡目（全体78位）指名され、入団。
2009年7月19日に膝を負傷したラモン・ヘルナンデスに替わってメジャーに昇格した。7月21日のロサンゼルス・ドジャース戦でメジャーデビューを果たした。7月25日のシカゴ・カブス戦で、初めてスタメンで出場した。7月28日のサンディエゴ・パドレス戦で、自身初安打と打点を記録した。8月29日には、チャーリー・ヘイガーから自身初本塁打を記録した。

### オリオールズ時代
2009年11月20日にウェーバーでボルチモア・オリオールズへ移籍する。
2010年は、マット・ウィータースの控え捕手として活躍した。
2011年は、開幕をマイナーで迎えたものの、6月1日にジェイク・フォックスのDFAに伴って昇格した。

### ヤンキース傘下時代
2011年10月28日にウェーバーでヒューストン・アストロズへ移籍した。しかし、その後DFAとなった。2012年1月23日にウェーバーでアリゾナ・ダイヤモンドバックスへ移籍した。3月28日にウェーバーでニューヨーク・ヤンキースへ移籍した。
2013年2月13日に現役引退を表明した。

## 詳細情報

### 背番号
- 30 (2009年)
- 15 (2010年 - 2011年)